# Torneo de Gstaad 2023
El EFG Swiss Open Gstaad 2023 fue un torneo de tenis perteneciente al ATP Tour 2023 en la categoría ATP Tour 250. El torneo tuvo lugar en la ciudad de Gstaad (Suiza), desde el 17 hasta el 23 de julio de 2023 sobre tierra batida.

## Distribución de puntos
| Modalidad            | Campeón | Finalista | Semifinales | Cuartos de final | 2ª ronda | 1ª ronda | Clasificados | 2ª ronda de clasificación | 1ª ronda de clasificación |
| Individual masculino | 250     | 165       | 100         | 50               | 25       | 0        | 13           | 7                         | 0                         |
| Dobles masculino     | 250     | 150       | 90          | 45               | 20       | 0        | -            | -                         | -                         |

## Cabezas de serie

### Individuales masculino
| Tenista           | Ranking | Preclasificado |
| Roberto Bautista  | 23      | 1              |
| Miomir Kecmanović | 41      | 2              |
| Lorenzo Sonego    | 42      | 3              |
| Yannick Hanfmann  | 45      | 4              |
| Zhizhen Zhang     | 52      | 5              |
| Roberto Carballés | 57      | 6              |
| Mikael Ymer       | 59      | 7              |
| Laslo Djere       | 60      | 8              |

- Ranking del 3 de julio de 2023.[2]

### Dobles masculino
| Tenista                                 | Ranking | Preclasificado |
| Marcelo Demoliner Matwé Middelkoop      | 81      | 1              |
| Sadio Doumbia Fabien Reboul             | 91      | 2              |
| Robin Haase Philipp Oswald              | 99      | 3              |
| Romain Arneodo Tristan-Samuel Weissborn | 105     | 4              |

## Campeones

### Individual masculino
Pedro Cachín venció a  Albert Ramos por 3-6, 6-0, 7-5

### Dobles masculino
Dominic Stricker /  Stan Wawrinka vencieron a  Marcelo Demoliner /  Matwé Middelkoop por 7-6(10-8), 6-2